# Mohammed Diarra
Mohammed Alimou Diarra (* 20. Juni 1992 in Conakry) ist ein guineischer ehemaliger Fußballspieler, der auf der Position eines Abwehrspielers spielte.

## Karriere

### Verein
Diarra begann seine Karriere in der Jugendmannschaften von Paris Saint-Germain. 2012 entschied sich der Verteidiger für einen Wechsel nach Dänemark zu Odense BK. 2016 wechselte er zum dänischen Zweitligisten Lolland-Falster Alliancen. Im Frühjahr 2017 wurde er vom FK Taras aus der kasachischen Premjer-Liga unter Vertrag genommen. Seit 2019 ist er vereinslos.

### Nationalmannschaft
Diarra ist seit 2013 Mitglied der Nationalmannschaft von Guinea. 2015 erreichte er mit seiner Mannschaft bei der Afrikameisterschaft das Viertelfinale, in dem man gegen Ghana ausschied.